# Rotiska ljud
Rotiska ljud, rotisk konsonant, är ett samlingsbegrepp för r-ljud och r-färgade språkljud. Dessa realiseras i de flesta språk som approximanter. De rotiska ljuden har en tendens att variera mycket i artikulationssätt beroende på faktorer som dialekt, grad av betoning och fonetisk kontext.